# Municipio de Fayette (condado de Decatur)
Fayette Township es una subdivisión territorial del condado de Decatur, Iowa, Estados Unidos. Según el censo de 2020, tiene una población de 197 habitantes.
Tiene un código de clase Z1, que indica que no está en funcionamiento (non-functioning county subdivision).

## Geografía
La subdivisión está ubicada en las coordenadas 40°35′53″N 93°58′4″O / 40.59806, -93.96778. Según la Oficina del Censo, tiene una superficie total de 58.37 km², de los cuales 57.50 km² corresponden a tierra firme y 0.87 km² están cubiertos de agua.

## Demografía
Según el censo de 2020, hay 197 personas residiendo en la zona. La densidad de población es de 3.4 hab./km². El 95.94 % de los habitantes son blancos, el 0.51 % es amerindio, el 1.52 % son de otras razas y el 2.03% son de una mezcla de razas. Del total de la población, el 1.52 % son hispanos o latinos de cualquier raza.